# Иванцов, Иван Евсеевич
Иван Евсеевич Иванцов (укр. Іван Овсійович Іванцов; 1904—1941) — советский украинский историк, археолог.

## Биография
Иван Иванцов родился 11 сентября 1904 года в селе Великий Браталов (ныне Житомирская область Украины) в крестьянской семье. В 1926 году окончил Шепетовский педагогический техникум. Поступил на заочный факультет Волынского института народного образования. В 1933 году перевёлся на исторический факультет Киевского университета. В 1934 году окончил университет и поступил в аспирантуру. Его учителями были А. Оглоблин и К. Гуслистый. C 1935 года — старший преподаватель на кафедре истории СССР Киевского педагогического института, преподавал историю Украины. С 1938 года — старший научный сотрудник Института археологии АН УССР (ныне Институт украинской археографии и источниковедения имени М. С. Грушевского НАН Украины). Занимался раскопками на территории Михайловского Златоверхого монастыря и Десятинной церкви. Исследовал археологические памятники «жилище художника» и «жилище ремесленника». В 1938—1940 годах опубликовал ряд статей о древнем Киеве, основанных на материалах археологических исследований. Принимал участие в работе над 4-томником «Історії Києва», незадолго до войны закончил свою часть «Стародавній Київ до 1240». Работал над монографией «Стародавній Київ» и над атласом «Топографія древнього Києва».
После начала Великой Отечественной войны был зачислен в стрелковый полк Южного фронта. Попал в окружение. Оказавшись в оккупированном Киеве, спасал архив и экспонаты Института археологии АН УССР. 31 октября 1941 года выдан гестаповцам и в тот же день расстрелян в Бабьем Яру.
Иванцов не успел защитить кандидатскую диссертацию. Работа «Повстання українського народу проти шляхетської Польщі (1635—1638)» долгое время хранилась в семейном архиве. Лишь в 2002 году диссертация была опубликована. В 2003 году была опубликована другая работа Иванцова «Стародавній Київ».

## Сочинения
- Т. Г. Шевченко — історик-археолог. «Історичний журнал», 1939, № 4;
- Шевченко і археологія. В кн.: Пам’яті Т. Г. Шевченка. Збірник статей до 125-річчя з дня народження. К., 1939;
- Виникнення Києва в VII—VIII ст. н. е. Стенограма 4 наукової сесії КДПІ. К., 1941 (машинопис);
- Повстання українського народу проти шляхетської Польщі 1635—1638 рр. К., 2002;
- Стародавній Київ. К., 2003;
- Щоденники розкопок Мих. Собору, 1938 р. Три блокноти. Науковий архів Інституту археології НАН України, ф. УА/к № 8-0, 81, 83;
- Торгівля Київської Русі IX—XIII ст. Науковий архів Інституту археології НАН України, р. 12, 42, рукопис, 50 с.